# Эфрусси, Яков Исаакович
Яков Исаакович Эфрусси (до ареста Эфруси; 29 декабря 1900, Одесса, Херсонская губерния — 1996, Москва) — советский учёный и изобретатель в области радиотехники и телевидения, мемуарист.

## Биография
Родился 29 декабря 1900 года[по какому календарю?] в Одессе в семье врача-физиотерапевта, заведующего Цандеровским механолечебным институтом Исаака Иосифовича Эфрусси (1859—?), уроженца Кишинёва из семьи совладельца банковской «конторы Ефруси и Бланка», купца первой гильдии Иосифа Исааковича Ефруси. Мать — Анна Менкас; родители заключили брак в Кишинёве (где И. И. Эфрусси был в это время вольнопрактикующим врачом) в 1880 году. Племянник экономиста и публициста Б. О. Эфруси, психолога П. О. Эфрусси, педиатра З. О. Мичник и историка Е. М. Эфруси.
В 1917 году окончил одесские коммерческое и музыкальное училища. В 1917—1922 годах работал скрипачом в оркестрах Самары, где его отец к этому времени работал врачом. В 1923 году, окончив 2 курса Самарского университета, перевёлся на 2-й курс в Петроградский политехнический институт. С конца 1924 года подрабатывал лаборантом в лаборатории физических методов исследования под руководством Л. С. Термена в Ленинградском физико-механическом институте (1924—1925). В 1927 году окончил физико-механический факультет Политехнического института .
С 1925 года был сотрудником Особого технического бюро по военным изобретениям специального назначения (Остехбюро), сначала в должности старшего лаборанта, затем старшего инженера и с 1935 года начальника лаборатории. В августе 1937 года уволен из Остехбюро. Арестован 22 сентября 1937 года по обвинению в проведении вредительской деятельности, в результате которой на вооружение не поступили радиоуправляемые торпеды и кодовые передатчики. На заседании Выездной сессии Военной коллегии Верховного Суда СССР от своих показаний на следствии отказался. Дело было возвращено на доследование и в апреле 1939 года за недостаточностью улик часть обвинений была снята. В период следствия содержался в тюрьме «Кресты», в Ленинградской пересыльной тюрьме и в Вологодской тюрьме. Осуждён Особым Совещанием при НКВД СССР 21 июля 1939 года по ст. 58-6 УК РСФСР и приговорён к заключению сроком на 8 лет. Заключение отбывал в Севвостлаге, в инвалидном лагере под Магаданом, затем был этапирован в Бутырскую тюрьму. С марта 1941 года по сентябрь 1945 года работал на объекте 4-го спецотдела НКВД в Свердловске. Разработал радиоконструкции, в том числе приёмник для партизан под шифром «Белка». Освобождён 29 сентября 1945 года. Реабилитирован за отсутствием состава преступления 28 февраля 1957 года.
После освобождения из лагеря работал старшим инженером в том же конструкторском бюро 4-го спецотдела НКВД, затем инженером отдела оперативной техники МГБ по вольному найму (1945—1953). В 1953—1987 годах — научный сотрудник Московской телевизионной филиал-лаборатории (МТФЛ), впоследствии переименованной в Московский научно-исследовательский телевизионный институт. Кандидат технических наук («Основы анализа и синтеза характеристик телевизионных усилителей промежуточной частоты», 1964). Занимался изобретательской деятельностью в области радиотехники и телевещания. Автор научных публикаций по телевизионной технике. Воспоминания о годах, проведённых в ГУЛАГе, публиковались в журнале «Звезда» (1991) и позже вышли отдельной книгой.
Умер в Москве в 1996 году. Похоронен на Донском кладбище.

## Публикации
- Усилители промежуточной частоты для телевизоров. М.—Л.: Госэнергоиздат, 1957. — 128 с.
- Фазовая коррекция телевизионных передатчиков. Сборник статей под редакцией и с предисловием Я. И. Эфрусси. М.: Издательство иностранной литературы, 1959. — 115 с.
- Импульсные методы телевизионных измерений. Сборник статей под редакцией и с предисловием Я. И. Эфрусси. М.: Издательство иностранной литературы, 1961. — 117 с.
- Кто на «Э»? — М. : Возвращение, 1996. — 91 с. : портр.
- Записки инженера // Доднесь тяготеет: Сб. / сост. С. С. Виленский. — М.: Возвращение, 2004. — Т. 2 : Колыма. — С. 319—328.

## Семья
- Двоюродные сёстры — Анна Борисовна Закс, историк-музеевед; Сарра Борисовна Закс (1898—1981), филолог и педагог-методист; Елена Самойловна (Эстер Самуиловна) Эфрусси, музыкальный педагог. Двоюродный брат — Борис Самойлович Эфрусси, молекулярный биолог.
- Первая жена — Надежда Георгиевна Эфруси.